# Calumma boettgeri
Calumma boettgeri är en ödleart som beskrevs av  George Albert Boulenger 1888. Calumma boettgeri ingår i släktet Calumma och familjen kameleonter. IUCN kategoriserar arten globalt som livskraftig. Inga underarter finns listade.